# Little Willie
Ne doit pas être confondu avec Little Willie John.

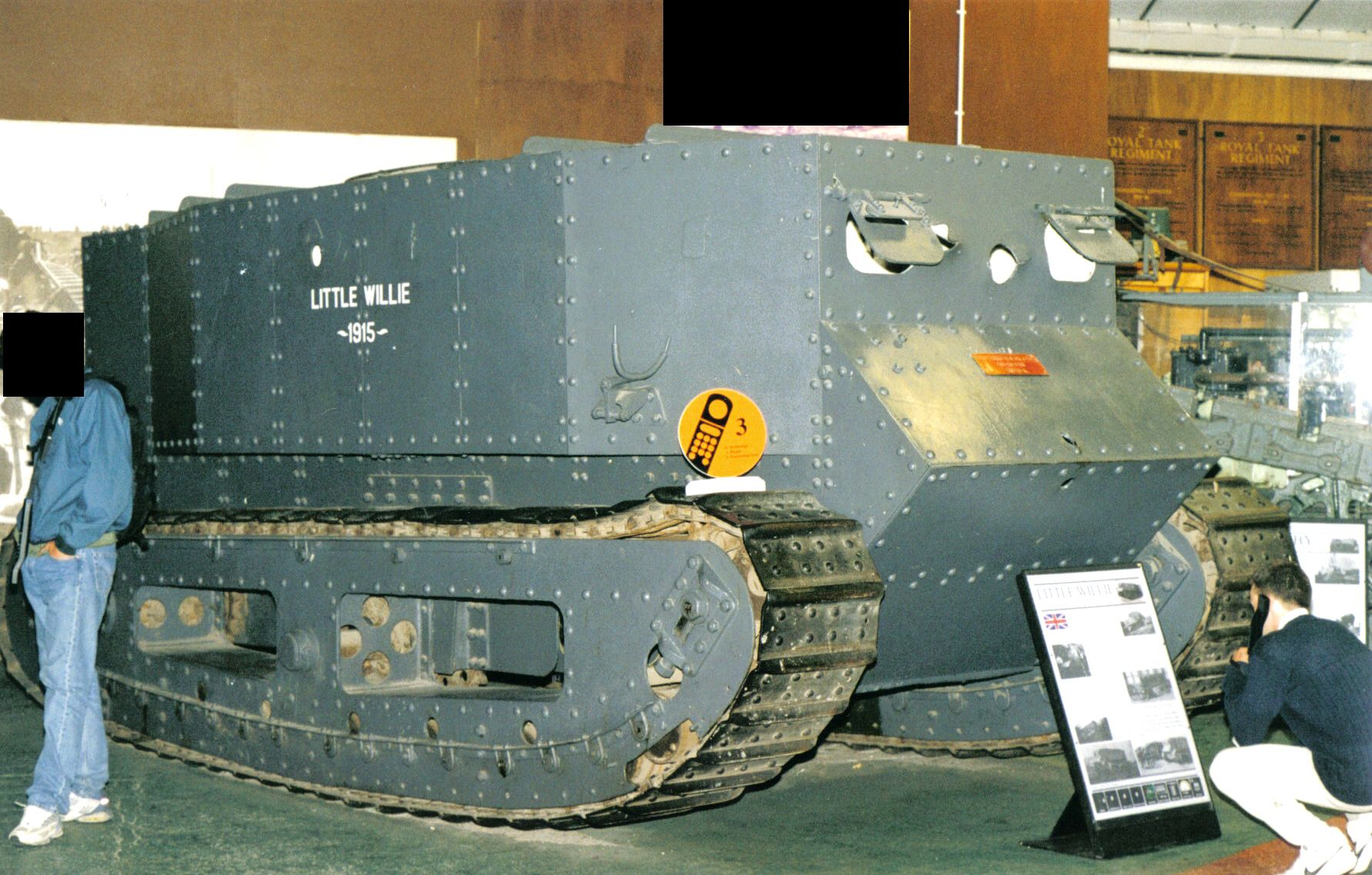
Côté droit du char Little Willie.

Little Willie est un prototype de développement du char britannique Mark I. Construit à l'automne 1915 à la demande du Landships Committee, il est le premier prototype de char achevé dans l'histoire. Little Willie est le plus ancien exemplaire de char encore conservé ; il est l'une des pièces les plus célèbres du musée des blindés de Bovington.

## Lincoln Machine numéro 1

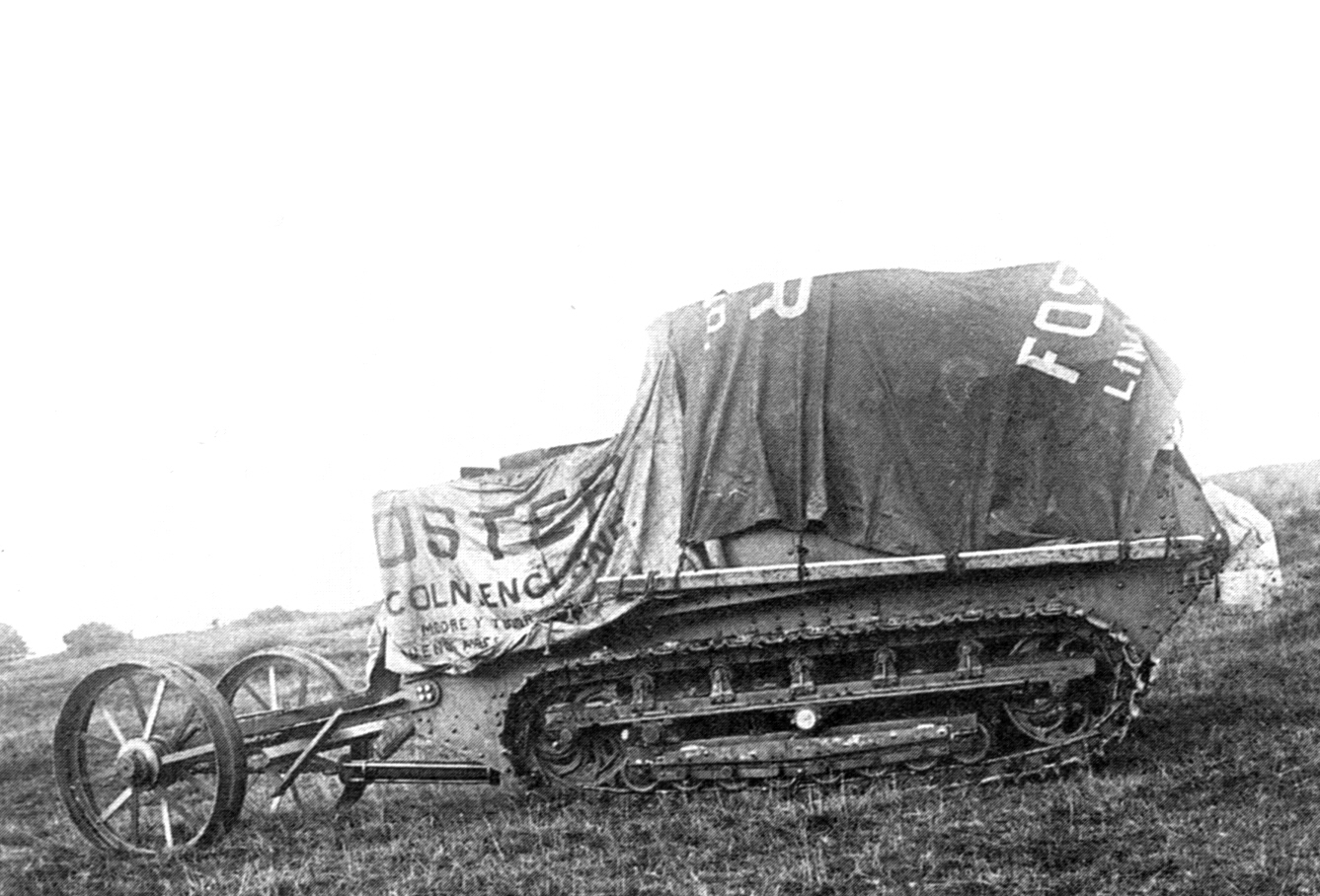
La No1 Lincoln Machine en septembre 1915.

Le travail sur le prédécesseur de Little Willie commence en juillet 1915 au Landships Committee pour donner à la Grande-Bretagne en pleine Première Guerre mondiale un engin de guerre capable de franchir une tranchée de 1,5 mètre. Après les échecs de plusieurs projets à une ou trois chenilles, William Ashbee Tritton (en), directeur de l'entreprise de machines agricoles William Foster & Company (en) de Lincoln, signe le 22 juillet un contrat pour développer une « machine Tritton » à deux chenilles. Il doit utiliser les ensembles de chaînes -- chaînes allongées et éléments de suspensions (sept roues au lieu de quatre) -- achetés déjà entièrement assemblés auprès de la Bullock Creeping Grip Tractor Company de Chicago.
Le 11 août la construction commence effectivement ; le 16 août Tritton décide d'installer une roue de queue pour faciliter la direction. Le 9 septembre la « Lincoln Machine numéro 1 », comme le prototype est alors nommé, effectue son premier test de déplacement dans la cour de la Wellington Foundry. Il apparaît rapidement que le profil des chenilles est trop plat et que cela provoque une résistance excessive de la part du sol lors d'un virage. Pour résoudre ce problème, la suspension est changée de façon que le profil inférieur soit plus courbé. Un autre problème survient alors : au franchissement d'une tranchée la chenille fléchit, n'épouse plus les roues et se bloque. D'autre part, les chenilles ne sont pas capables de supporter le poids du véhicule (près de 16 tonnes). Tritton et le Lieutenant Walter Gordon Wilson essaient différents profils de chaînes alternatifs, notamment des courroies en balatá et des câbles de traction plats. Tritton, le 22 septembre, imagine un système robuste mais grossier utilisant des plaques d'acier embouties rivetées à des liens et des guides incorporés pour assurer l'engagement à l'intérieur du cadre des chenilles. Le cadre des chenilles dans son ensemble est lui relié au corps du véhicule par de larges tiges de rotation.